# 紅棕裸胸鱔
紅棕裸胸鱔（学名：Gymnothorax porphyreus），又稱紅棕裸胸鯙，為輻鰭魚綱鰻鱺目鯙亞目鯙科的其中一種，分布於南太平洋區，從豪勳爵島至南美洲太平洋沿岸海域，體長可達34.6公分，為底棲性魚類，屬肉食性，生活習性不明。